# Pedro Ledesma
Pour les articles homonymes, voir Ledesma.
Pas d'image ? Cliquez ici

a Compétitions nationales et continentales officielles uniquement.

b Matchs officiels uniquement.
Dernière mise à jour le 27 avril 2020.
Pedro Ledesma Arocena, né le 2 juillet 1985 à Buenos Aires (Argentine), est un joueur de rugby à XV argentin qui évolue au poste de pilier droit au sein de l'effectif du Stade français Paris. Il est le frère de Mario Ledesma, talonneur de l’ASM Clermont Auvergne et de l'équipe d'Argentine, de 12 ans son aîné.

## Carrière
Il s’est engagé avec le Stade français en octobre 2006 pour une année. Il joue d'abord avec les Espoirs avant de disputer son premier match de Top 14 le 4 novembre 2006, à Perpignan contre l'USAP, en remplacement de Rodrigo Roncero, mais il se blesse à l'épaule après avoir passé à peine trente minutes sur le terrain. En raison des blessures des piliers plus expérimentés du club, il devient titulaire à l'occasion des derniers matches de la saison et termine par le titre de champion de France au Stade de France face à son frère Mario.
- Jusqu’en 2006 : Regatas Bella Vista (Buenos Aires)  Argentine
- 2006-2011 : Stade français Paris  France
- 2011 : Arrêt

## Palmarès

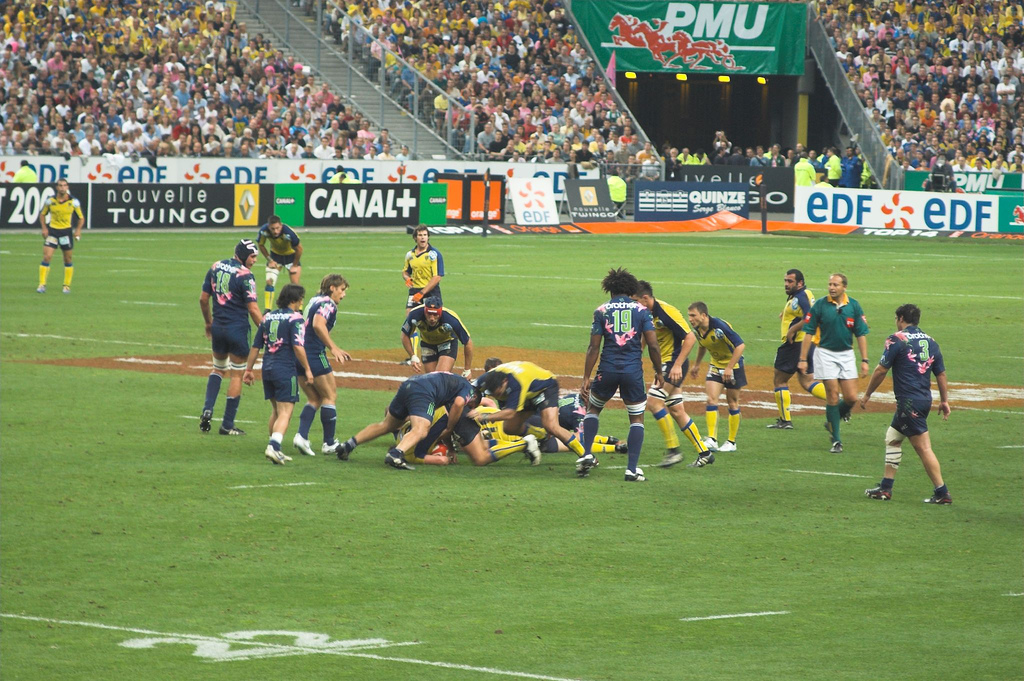
Finale du Top 14 2007: ASM Clermont en jaune et Stade français Paris en bleu

### En club
- Championnat de France de rugby à XV :
  - Vainqueur (1) : 2007

### En équipe nationale
- Équipe d'Argentine -21 ans
- Équipe d'Argentine -19 ans